# Bečváry
Bečváry település Csehországban, a Kolíni járásban. Bečváry Rašovice, Suchdol, Zásmuky, Drahobudice, Dolní Chvatliny, Kořenice és Vavřinec településekkel határos. Lakosainak száma 1061 fő (2024. január 1.).

## Népesség
A település lakosságának változását az alábbi diagram mutatja:
| Lakosok száma | 1658 | 1840 | 1721 | 1386 | 1148 | 981  | 1014 | 1031 | 1044 | 1061 |
|               | 1869 | 1900 | 1921 | 1961 | 1980 | 2011 | 2016 | 2019 | 2021 | 2024 |